# Copa J.League-Sudamericana
La Copa J.League-Sudamericana, oficialmente J. League YBC Levain Cup / CONMEBOL Sudamericana Championship Final (en japonés: ＪリーグYBCルヴァンカップ / CONMEBOLスダメリカーナ 王者決定戦), y llamada por motivos de patrocinio Copa Suruga Bank (スルガ銀行チャンピオンシップ en japonés) hasta la edición 2018, fue un torneo internacional de fútbol organizado en conjunto por la CONMEBOL y la JFA que enfrentaba anualmente a los campeones de la Copa J. League y de la Copa Sudamericana del año anterior. Se disputaba en Japón, en el estadio del club campeón de la Copa J. League.
La competición fue patrocinada por el Banco Suruga Ltd. (en japonés: スルガ銀行 Surugaginkō) hasta 2018, pero meses antes de la edición de 2019, la institución decidió no patrocinar más el campeonato. Con la partida del banco que dio derecho al campeonato, el torneo se anunció solo como la reunión entre las dos entidades que clasifican al torneo, la Copa J. League (J.League Cup en inglés) y la Sudamericana.
La Copa Sanwa Bank (1994-1997) es un antecedente de este certamen internacional, que se disputaba en Japón entre un equipo campeón local y un equipo extranjero. Aunque este torneo internacional fue amistoso, y por ende no está considerado como oficial.
Además, anteriormente la CONMEBOL había realizado en cinco ocasiones la Recopa Sudamericana en Japón —debido al patrocinio de Toyota— (1992, 1994, 1995, 1996 y 1997). Y también, la CONMEBOL y la UEFA realizaron las últimas veinticinco ediciones de la Copa Intercontinental en Japón —debido al patrocinio de Toyota— (1980, 1981, 1982, 1983, 1984, 1985, 1986, 1987, 1988, 1989, 1990, 1991, 1992, 1993, 1994, 1995, 1996, 1997, 1998, 1999, 2000, 2001, 2002, 2003 y 2004).
El último campeón es Athletico Paranaense, tras vencer en la final de 2019 por 4-0 al Shonan Bellmare. El club más ganador es el Kashima Antlers con 2 títulos. Debido a la realización y posterior aplazo de los Juegos Olímpicos de Tokio 2020 por la pandemia de COVID-19 no se disputaron las ediciones 2020 y 2021. Desde entonces el torneo no ha vuelto a disputarse y, al no haber todavía ninguna mención desde la CONMEBOL o la JFA al respecto, es incierto si la competencia continúa en vigencia. Se especuló que el torneo podría volver en el 2024, pero nunca se volvió a jugar.

## Historia
Esta copa surgió en 2008, a pedido de Julio Humberto Grondona, presidente de la Asociación de Fútbol Argentino y fundador de Arsenal de Sarandí. Ni bien su club obtuvo la Copa Sudamericana de 2007, Grondona gestionó una final adicional con el campeón de la liga Japonesa; a fin de que su equipo obtuviera un título más. Para la Recopa Sudamericana (que se jugaría un mes más tarde que la Suruga Bank), le había tocado en suerte enfrentar a Boca Juniors (campeón de la Libertadores 2007); por lo que Grondona daba por descontada una derrota. Algo similar sucedió cuando Arsenal obtuvo su primer y único título de liga, el Torneo Clausura 2012. En esa ocasión, Grondona creó la Supercopa Argentina; que enfrentaba a los ganadores de los torneos Apertura y Clausura; y cuya primera edición fue la de 2012, coincidente con el título de Arsenal.
Desde el punto de vista de la AFA, se sostuvo que en Japón existen tres torneos de máxima categoría; los dos primeros torneos (la J. League Division 1 y la Copa del Emperador) otorgan cupos para disputar el certamen más importante a nivel de clubes de Asia, la Liga de Campeones de la AFC, pero la Copa J. League no otorgaba ningún cupo para ningún torneo. Debido a esto, el presidente de la JFA, Saburo Kawabuchi, junto con el titular de la liga, Kenji Onitake, le propusieron a Nicolás Leoz y a Eduardo Deluca, autoridades de la Conmebol, la creación de una competición que enfrente a los campeones de la Copa J. League y de la Copa Sudamericana. La mayoría de las veces se disputa en agosto.

### 2008-2009
La edición inaugural se disputó el 30 de julio de 2008 en la ciudad de Osaka donde chocaron el conjunto local, el Gamba Osaka, y Arsenal de Argentina. El equipo sudamericano venció 1-0, convirtiéndose así en el primer ganador de la competición.
La segunda edición se jugó el 5 de agosto de 2009, en el estadio del Gran Ojo, de la ciudad de Ōita. Fue ganada por el Internacional de Porto Alegre, al imponerse 2-1 ante el Oita Trinita.

### 2010-2018
En la edición de 2010, por primera vez un equipo japonés ganó la copa, el FC Tokyo, que tras empatar 2-2, venció en la definición por tiros desde el punto penal por 4-3 a la Liga de Quito. El mismo día de la final, las dos asociaciones renovaron el contrato de la Suruga Bank que terminaría en 2011 y ampliaron el certamen por 5 años más.
En la edición de 2011 se enfrentaron el Júbilo Iwata, ganador de la Copa J. League 2010, contra Independiente, campeón de la Copa Sudamericana 2010. El equipo ganador fue el japonés, que venció 4-2 en la tanda de penaltis, tras igualar el partido por 2-2.
En la edición de 2012 se enfrentaron el Kashima Antlers, campeón de la Copa J. League 2011 con Universidad de Chile, campeón de la Copa Sudamericana 2011, el 1 de agosto. El resultado final favoreció al Kashima Antlers, equipo que se impuso en la tanda de penaltis por 7-6, tras terminar el partido 2-2.
En la edición de 2013 se enfrentaron nuevamente el Kashima Antlers, campeón de la Copa J. League 2012 con el São Paulo, campeón de la Copa Sudamericana 2012, el 7 de agosto. El resultado final fue de 3-2 a favor del Kashima Antlers, que se coronó como el primer bicampeón del certamen.
En la edición de 2014 se enfrentaron el Kashiwa Reysol, campeón de la Copa J. League 2013, contra Lanús, campeón de la Copa Sudamericana 2013. El resultado fue 2-1 a favor del Kashiwa, que logró así su primer título.
En la edición de 2015 se enfrentaron el Gamba Osaka, campeón de la Copa J. League 2014 contra River Plate, campeón de la Copa Sudamericana 2014. El 11 de agosto, River Plate se llevó la copa tras ganar por 3-0.
En la edición de 2016 se enfrentaron el equipo colombiano Independiente Santa Fe, campeón de la Copa Sudamericana 2015, contra el campeón japonés Kashima Antlers, el partido finalizó 1-0 a favor de los primeros. De esta forma, se convirtió en el primer equipo de su país en jugar y en ganar la competición, y, además, también consiguió ser el primer club colombiano en levantar un trofeo fuera del continente americano.
En la edición de 2017 se enfrentaron el Urawa Red Diamonds, campeón de la Copa J. League 2016 contra Chapecoense, campeón de la Copa Sudamericana 2016. El conjunto japonés se consagró campeón ganando por 1-0, logrando su primer título en este certamen.
En la edición de 2018 se enfrentaron Independiente, campeón de la Copa Sudamericana 2017 contra Cerezo Osaka, campeón de la Copa J. League 2017. El equipo argentino logró su primer título en este certamen con una victoria por 1-0, siendo el tercer equipo argentino en obtenerlo.

### 2019 en adelante
Ya sin el patrocinio del Banco Suruga Ltd., la copa tomó el nombre de J.League YBC Levain Cup / Conmebol Sudamericana, o Copa J.League-Sudamericana en castellano.
En la edición de 2019 se enfrentaron Athletico Paranaense, campeón de la Copa Sudamericana 2018 contra Shonan Bellmare, campeón de la Copa J. League 2018. El equipo brasileño logró su primer título al derrotar al rival por 4-0, siendo el segundo de su país que lo logró.
La edición de 2020 iba a ser la decimotercera edición de este certamen. Se iba a disputar entre Kawasaki Frontale, campeón de la Copa J. League 2019 e Independiente del Valle, de Ecuador, campeón de la Copa Sudamericana 2019. Sin embargo, este evento no se llevó a cabo debido a que en Japón se celebraría en esas fechas los Juegos Olímpicos de Verano, luego suspendidos por la pandemia de COVID-19.
La edición de 2021 enfrentaría a FC Tokyo, campeón de la Copa J. League 2020, y Defensa y Justicia, campeón de la Copa Sudamericana 2020, pero ante la pandemia de COVID-19, las restricciones del gobierno de Japón y la realización de los Juegos Olímpicos de Tokio en julio y agosto de 2021, esta edición también se suspendió.

## Ediciones
| Año                        | Campeón | Resultado | Subcampeón | Sede |
| Copa Suruga Bank           | | | | |
| 2008 Detalles              | Arsenal | 1:0 | Gamba Osaka | Estadio Nagai, Osaka |
| 2009 Detalles              | Internacional | 2:1 | Oita Trinita | Oita Bank Dome, Ōita |
| 2010 Detalles              | FC Tokyo | 2:2 (4:3 pen.) | Liga de Quito | Estadio Olímpico de Tokio, Tokio |
| 2011 Detalles              | Júbilo Iwata | 2:2 (4:2 pen.) | Independiente | Estadio Ecopa, Shizuoka |
| 2012 Detalles              | Kashima Antlers | 2:2 (7:6 pen.) | Universidad de Chile | Estadio de Kashima, Ibaraki |
| 2013 Detalles              | Kashima Antlers | 3:2 | São Paulo | Estadio de Kashima, Ibaraki |
| 2014 Detalles              | Kashiwa Reysol | 2:1 | Lanús | Estadio Hitachi Kashiwa, Chiba |
| 2015 Detalles              | River Plate | 3:0 | Gamba Osaka | Estadio de la Expo '70, Osaka |
| 2016 Detalles              | Independiente Santa Fe | 1:0 | Kashima Antlers | Estadio de Kashima, Ibaraki |
| 2017 Detalles              | Urawa Red Diamonds | 1:0 | Chapecoense | Estadio Saitama 2002, Saitama |
| 2018 Detalles              | Independiente | 1:0 | Cerezo Osaka | Estadio Nagai, Osaka |
| Copa J.League-Sudamericana | | | | |
| 2019 Detalles              | Athletico Paranaense | 4:0 | Shonan Bellmare | Estadio Shonan BMW Hiratsuka, Hiratsuka |
| 2020 Detalles              | Kawasaki Frontale vs. Independiente del Valle fue cancelado debido inicialmente a la realización de los Juegos Olímpicos de Tokio 2020 ya que coincidían con la fecha de la realización de esta edición, y posteriormente por la pandemia del COVID-19 (la cual también afectó la realización de los Juegos Olímpicos de Tokio 2020 —los cuales fueron aplazados para el 2021—). | Kawasaki Frontale vs. Independiente del Valle fue cancelado debido inicialmente a la realización de los Juegos Olímpicos de Tokio 2020 ya que coincidían con la fecha de la realización de esta edición, y posteriormente por la pandemia del COVID-19 (la cual también afectó la realización de los Juegos Olímpicos de Tokio 2020 —los cuales fueron aplazados para el 2021—). | Kawasaki Frontale vs. Independiente del Valle fue cancelado debido inicialmente a la realización de los Juegos Olímpicos de Tokio 2020 ya que coincidían con la fecha de la realización de esta edición, y posteriormente por la pandemia del COVID-19 (la cual también afectó la realización de los Juegos Olímpicos de Tokio 2020 —los cuales fueron aplazados para el 2021—). | Kawasaki Frontale vs. Independiente del Valle fue cancelado debido inicialmente a la realización de los Juegos Olímpicos de Tokio 2020 ya que coincidían con la fecha de la realización de esta edición, y posteriormente por la pandemia del COVID-19 (la cual también afectó la realización de los Juegos Olímpicos de Tokio 2020 —los cuales fueron aplazados para el 2021—). |
| 2021 Detalles              | FC Tokyo vs. Defensa y Justicia fue cancelado debido a la realización postergada de los Juegos Olímpicos de Tokio 2020 (debido a la pandemia del COVID-19) ya que coincidían con la fecha de realización de esta edición. Y también por la pandemia del COVID-19. | FC Tokyo vs. Defensa y Justicia fue cancelado debido a la realización postergada de los Juegos Olímpicos de Tokio 2020 (debido a la pandemia del COVID-19) ya que coincidían con la fecha de realización de esta edición. Y también por la pandemia del COVID-19. | FC Tokyo vs. Defensa y Justicia fue cancelado debido a la realización postergada de los Juegos Olímpicos de Tokio 2020 (debido a la pandemia del COVID-19) ya que coincidían con la fecha de realización de esta edición. Y también por la pandemia del COVID-19. | FC Tokyo vs. Defensa y Justicia fue cancelado debido a la realización postergada de los Juegos Olímpicos de Tokio 2020 (debido a la pandemia del COVID-19) ya que coincidían con la fecha de realización de esta edición. Y también por la pandemia del COVID-19. |
| 2022                       | Nagoya Grampus vs. Athletico Paranaense fue cancelado debido a la realización del Campeonato de Fútbol de Asia Oriental 2022 ya que coincidía con la fecha de realización de esta edición. | Nagoya Grampus vs. Athletico Paranaense fue cancelado debido a la realización del Campeonato de Fútbol de Asia Oriental 2022 ya que coincidía con la fecha de realización de esta edición. | Nagoya Grampus vs. Athletico Paranaense fue cancelado debido a la realización del Campeonato de Fútbol de Asia Oriental 2022 ya que coincidía con la fecha de realización de esta edición. | Nagoya Grampus vs. Athletico Paranaense fue cancelado debido a la realización del Campeonato de Fútbol de Asia Oriental 2022 ya que coincidía con la fecha de realización de esta edición. |
| 2023                       | Sanfrecce Hiroshima vs. Independiente del Valle fue cancelado al no haber un acuerdo entre la Conmebol y la JFA. | Sanfrecce Hiroshima vs. Independiente del Valle fue cancelado al no haber un acuerdo entre la Conmebol y la JFA. | Sanfrecce Hiroshima vs. Independiente del Valle fue cancelado al no haber un acuerdo entre la Conmebol y la JFA. | Sanfrecce Hiroshima vs. Independiente del Valle fue cancelado al no haber un acuerdo entre la Conmebol y la JFA. |

## Palmarés

### Títulos por club
| Equipo                 | Títulos | Subcampeón | Años campeonatos | Años subcampeonatos |
| ---------------------- | ------- | ---------- | ---------------- | ------------------- |
| Kashima Antlers        | 2       | 1          | 2012, 2013       | 2016                |
| Independiente          | 1       | 1          | 2018             | 2011                |
| Arsenal                | 1       | 0          | 2008             | —                   |
| Internacional          | 1       | 0          | 2009             | —                   |
| FC Tokyo               | 1       | 0          | 2010             | —                   |
| Júbilo Iwata           | 1       | 0          | 2011             | —                   |
| Kashiwa Reysol         | 1       | 0          | 2014             | —                   |
| River Plate            | 1       | 0          | 2015             | —                   |
| Independiente Santa Fe | 1       | 0          | 2016             | —                   |
| Urawa Red Diamonds     | 1       | 0          | 2017             | —                   |
| Athletico Paranaense   | 1       | 0          | 2019             | —                   |
| Gamba Osaka            | 0       | 2          | —                | 2008, 2015          |
| Oita Trinita           | 0       | 1          | —                | 2009                |
| Liga de Quito          | 0       | 1          | —                | 2010                |
| Universidad de Chile   | 0       | 1          | —                | 2012                |
| São Paulo              | 0       | 1          | —                | 2013                |
| Lanús                  | 0       | 1          | —                | 2014                |
| Chapecoense            | 0       | 1          | —                | 2017                |
| Cerezo Osaka           | 0       | 1          | —                | 2018                |
| Shonan Bellmare        | 0       | 1          | —                | 2019                |

### Títulos por país
| País      | Títulos | Subcampeonatos |
| --------- | ------- | -------------- |
| Japón     | 6       | 6              |
| Argentina | 3       | 2              |
| Brasil    | 2       | 2              |
| Colombia  | 1       | 0              |
| Ecuador   | 0       | 1              |
| Chile     | 0       | 1              |

### Títulos por confederación/federación
| Confederación              | Títulos | Subcampeonatos |
| -------------------------- | ------- | -------------- |
| JFA (Japón)                | 6       | 6              |
| Conmebol (América del Sur) | 6       | 6              |

## Estadísticas
Datos actualizados hasta la Copa Suruga Bank 2019

### Goleadores por edición
| Año  | Jugador            | Equipo                 | Goles |
| ---- | ------------------ | ---------------------- | ----- |
| 2008 | Carlos Casteglione | Arsenal                | 1     |
| 2009 | Alecsandro         | Internacional          | 1     |
| 2009 | Keigo Higashi      | Oita Trinita           | 1     |
| 2009 | Andrezinho         | Internacional          | 1     |
| 2010 | Sōta Hirayama      | FC Tokyo               | 1     |
| 2010 | Hernán Barcos      | Liga de Quito          | 1     |
| 2010 | Patricio Urrutia   | Liga de Quito          | 1     |
| 2010 | Masashi Ōguro      | FC Tokyo               | 1     |
| 2011 | Eduardo Tuzzio     | Independiente          | 1     |
| 2011 | Facundo Parra      | Independiente          | 1     |
| 2011 | Tomoyuki Arata     | Júbilo Iwata           | 1     |
| 2012 | Daiki Iwamasa      | Kashima Antlers        | 1     |
| 2012 | Renato             | Kashima Antlers        | 1     |
| 2012 | Charles Aránguiz   | Universidad de Chile   | 1     |
| 2013 | Yūya Ōsako         | Kashima Antlers        | 3     |
| 2014 | Kaoru Takayama     | Kashiwa Reysol         | 1     |
| 2014 | Leandro            | Kashiwa Reysol         | 1     |
| 2014 | Leandro Somoza     | Lanús                  | 1     |
| 2015 | Carlos Sánchez     | River Plate            | 1     |
| 2015 | Gabriel Mercado    | River Plate            | 1     |
| 2015 | Gonzalo Martínez   | River Plate            | 1     |
| 2016 | Humberto Osorio    | Independiente Santa Fe | 1     |
| 2017 | Yūki Abe           | Urawa Red Diamonds     | 1     |
| 2018 | Silvio Romero      | Independiente          | 1     |
| 2019 | Braian Romero      | Athletico Paranaense   | 1     |
| 2019 | Rony               | Athletico Paranaense   | 1     |
| 2019 | Marcelo Cirino     | Athletico Paranaense   | 1     |
| 2019 | Thonny Anderson    | Athletico Paranaense   | 1     |

## Ranking de la Conmebol, solo Copa J.League-Sudamericana
Desde el 16 de mayo de 2011, la Conmebol publica semanalmente un ranking de equipos que evalúa la actuación de estos en los torneos internacionales disputados en los últimos 5 años. Aquí solo las actuaciones en la J.League-Sudamericana.
Actualizado al 15 de julio de 2013 – Nuevo Ranking de la CONMEBOL
| Pos. | Equipo               | País      | Pts. |
| ---- | -------------------- | --------- | ---- |
| 1    | Internacional        | Brasil    | 26   |
| 2    | Universidad de Chile | Chile     | 26   |
| 3    | Independiente        | Argentina | 20,8 |
| 4    | Liga de Quito        | Ecuador   | 15,6 |
| 5    | Arsenal              | Argentina | 13   |

### Equipos
Se toman en cuenta las 12 ediciones de la copa desde 2008 hasta 2019.
- Mayor cantidad de títulos obtenidos:  Kashima Antlers con 2 (2012, 2013).
- Mayor cantidad de subtítulos obtenidos:  Gamba Osaka con 2 (2008, 2015).
- Mayor cantidad de puntos obtenidos:  Kashima Antlers e  Independiente con 4.
- Mayor cantidad de participaciones:  Kashima Antlers con 3 (2012, 2013, 2016).
- Mayor cantidad de partidos jugados:  Kashima Antlers con 3.
- Mayor cantidad de partidos ganados:  Arsenal,  Internacional,  Kashima Antlers,  Kashiwa Reysol,  River Plate,  Independiente Santa Fe,  Urawa Red Diamonds,  Independiente y  Athletico Paranaense con 1.
- Mayor cantidad de partidos empatados:  FC Tokyo,  Júbilo Iwata,  Kashima Antlers,  Liga de Quito,  Independiente,  Universidad de Chile con 1.
- Mayor cantidad de partidos perdidos:  Gamba Osaka con 2.

### Goles
- Mayor cantidad de goles convertidos:  Kashima Antlers con 5.
- Mayor cantidad de goles recibidos:  Kashima Antlers con 5.
- Mayor goleada conseguida:  Athletico Paranaense 4 - 0  Shonan Bellmare en 2019.

### Jugadores
- Autor del primer gol de la competición:  Carlos Casteglione del  Arsenal en 2008.
- Máximo goleador histórico de la competición:  Yūya Ōsako con 3 goles (con el Kashima Antlers).